# Cotalpa ashleyae
Cotalpa ashleyae là một loài bọ cánh cứng trong họ Scarabaeidae.